# Ludwig Graf Cobenzl

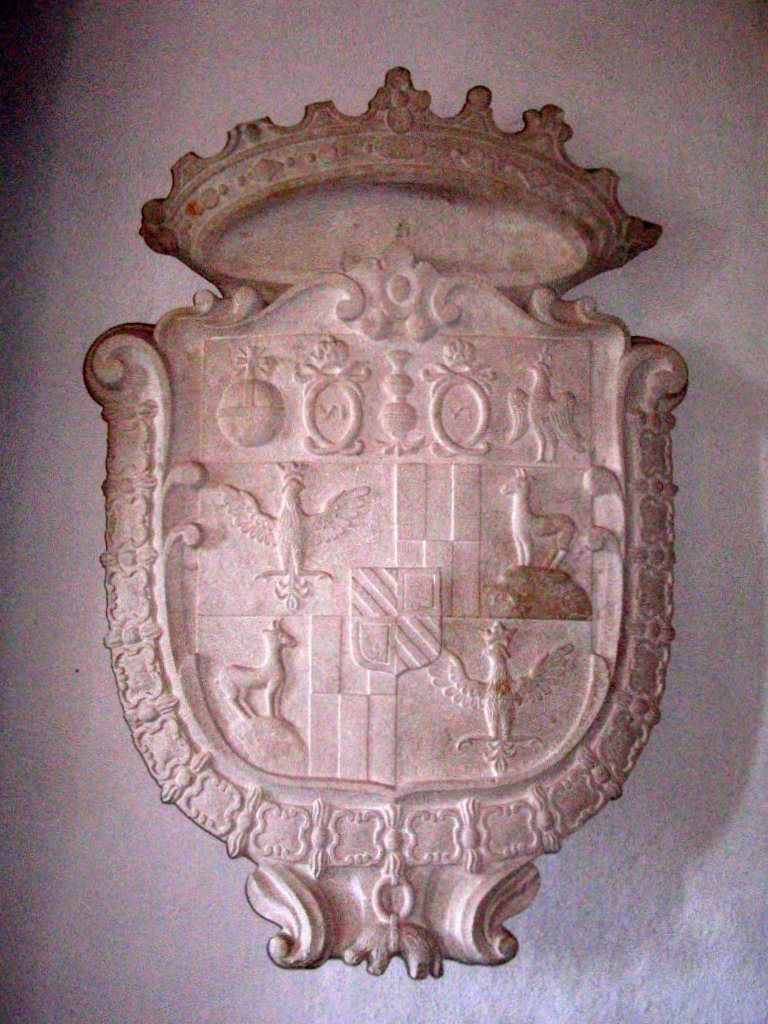
Cobenzl-Wappen an der heutigen Burg Predjama

Ludwig Graf Cobenzl (auch: Johann Ludwig Carl Graf Cobenzl) (* 9. Februar 1744 in Laibach oder 21. November 1743; † 31. März 1792 in Eichstätt) war Dompropst in Eichstätt und Mitglied des Illuminaten-Ordens in der Zeit der Aufklärung.

## Leben
Er war das zweite von fünf Kindern des k. k. Kämmerers Quidobald Graf Cobenzl (* 1716) und seiner 1739 ihm angetrauten Ehefrau Maria Anna Benigna, Gräfin von Montrichier. Er wuchs dort auf der väterlichen Burg Lueg (heute Höhlenburg Predjama) des 16. Jahrhunderts auf und besuchte die Universität Salzburg. Am 31. August 1760 erhielt er in Seckau die Minores, die niederen Weihen. Am 27. Juli 1761 wurde er Domizellar in Eichstätt, am 26. August 1765 Domizellar in Lüttich. Dort erhielt er am 24. August 1769 die Subdiakonenweihe. Am 2. April 1773 wurde Cobenzl Domkapitular in Eichstätt; im Dezember des gleichen Jahres resignierte er auf sein Lütticher Kanonikat.
Wie sein älterer Bruder Johann Philipp Graf Cobenzl gehörte er dem Illuminatenorden an, einem in Anlehnung an die Freimaurerei gegründeten aufklärerischen Geheimbund, wo er im obersten Leitungsgremium, dem Areopag, die fränkische Ordensprovinz vertrat. Von den Eichstätter Illuminaten, vor allem Beamte, Lehrer und Geistliche, die sich ab 1778 zusammenfanden, ist überliefert, dass sie ein ausgeprägtes gesellschaftliches und bildungsprogrammatisches Leben führten. Sie kontrollierten die Eichstätter Freimaurerloge „Pallas zu den 3 Lichtern vom Aufgang“ und nutzten sie zur Mitgliedergewinnung und zur Tarnung. Etwa 20 Eichstätter Illuminaten, darunter Cobenzl als „Arrian“, lassen sich namentlich ausmachen. 1785 stellten die Eichstätter Illuminaten ihre Tätigkeit ein – zwei Jahre vor dem auf Drängen Bayern zustande gekommenen eichstättisch-bischöflichen Verbot aller geheimen Gesellschaften. Eine Illuminatenverfolgung gab es in Eichstätt nicht, kein Ordensmitglied verlor mit dem Verbot seinen hochstiftischen Verwaltungsposten.
Am 27. März 1781 scheiterte der Illuminat Cobenzl bei der Eichstätter Fürstbischofswahl als Gegenkandidat von Johann Anton III. von Zehmen – trotz Unterstützung des kaiserlichen Hofes in Wien, dessen Anhänger er war. Am 12. Dezember 1781 wurde er Dompropst in Eichstätt. Ende der 1780er Jahre versuchten die Augustiner-Chorherren von Rebdorf mit Unterstützung Cobenzls, eine Aufhebung ihres Stiftes zu erreichen und von den Ordensgelübden dispensiert zu werden, scheiterten jedoch am Widerstand des österreichischen Kaiserhauses. 1790 wurde Cobenzl vom Domkapitel in die fürstbischöfliche Kommission zur Gründung einer Witwen- und Waisenkasse entsandt.
Dompropst Cobenzl starb mit 48 Jahren in Eichstätt. Noch in seinem Testament erwies er sich als Illuminat und Aufklärer: Um soziale und bildungspolitische Verbesserungen der Bevölkerung bemüht, bedachte er das Armeninstitut und die Normalschule in Eichstätt. Im Mortuarium des Eichstätter Domes befindet sich ein kleiner Stein mit seinem Wappen, der zum verlorengegangenen Cobenzl-Epitaph gehörte.

## Cobenzl-Schlösschen
„L. COBENZL

Dem Stifter dieser Anlage zum blei-

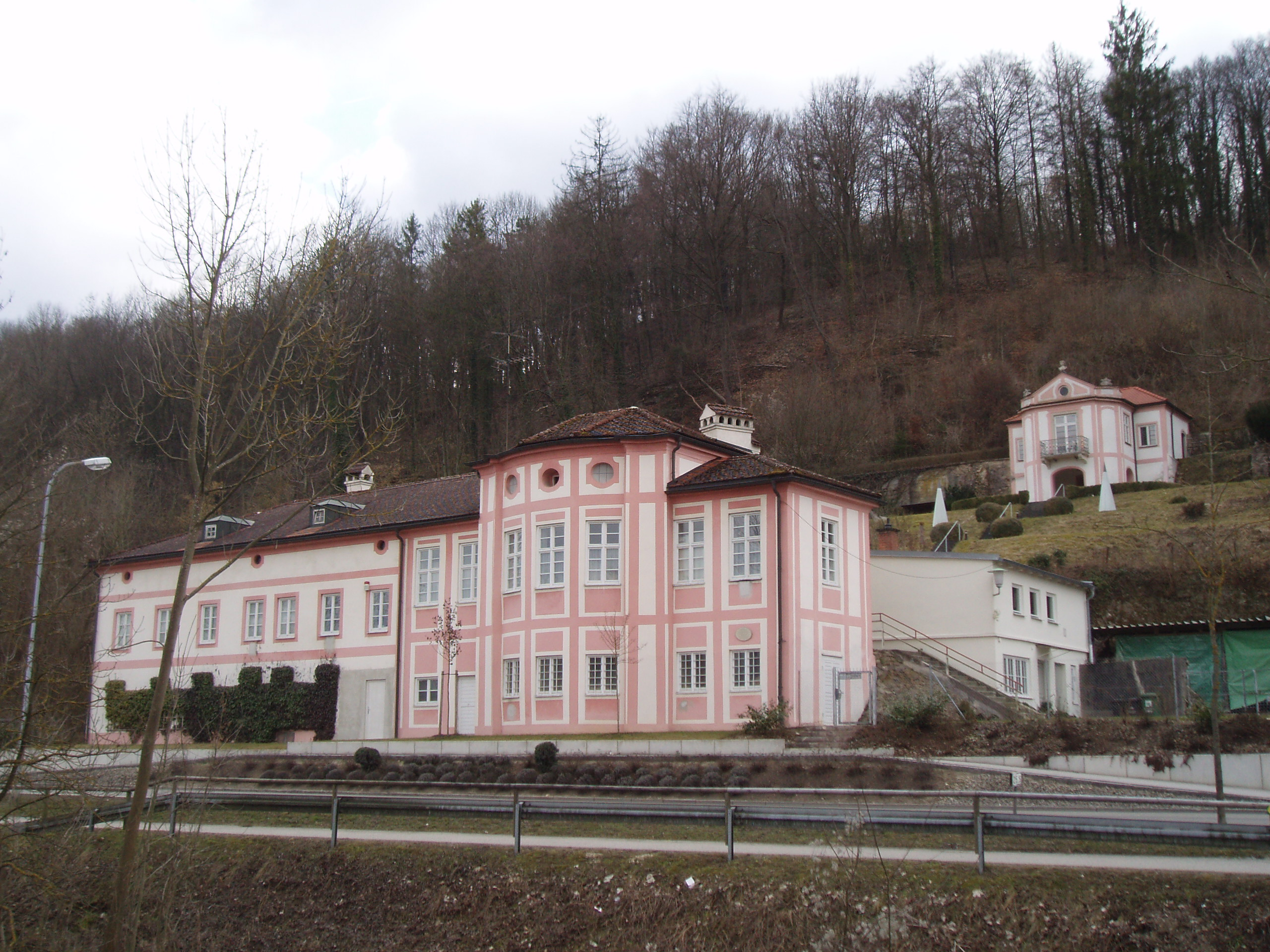
Das barocke Cobenzl-Schlösschen in Eichstätt (mit späteren Anbauten)

benden Denckmale gewidmet von seinem Freind

W. HOMPESCH

1789“

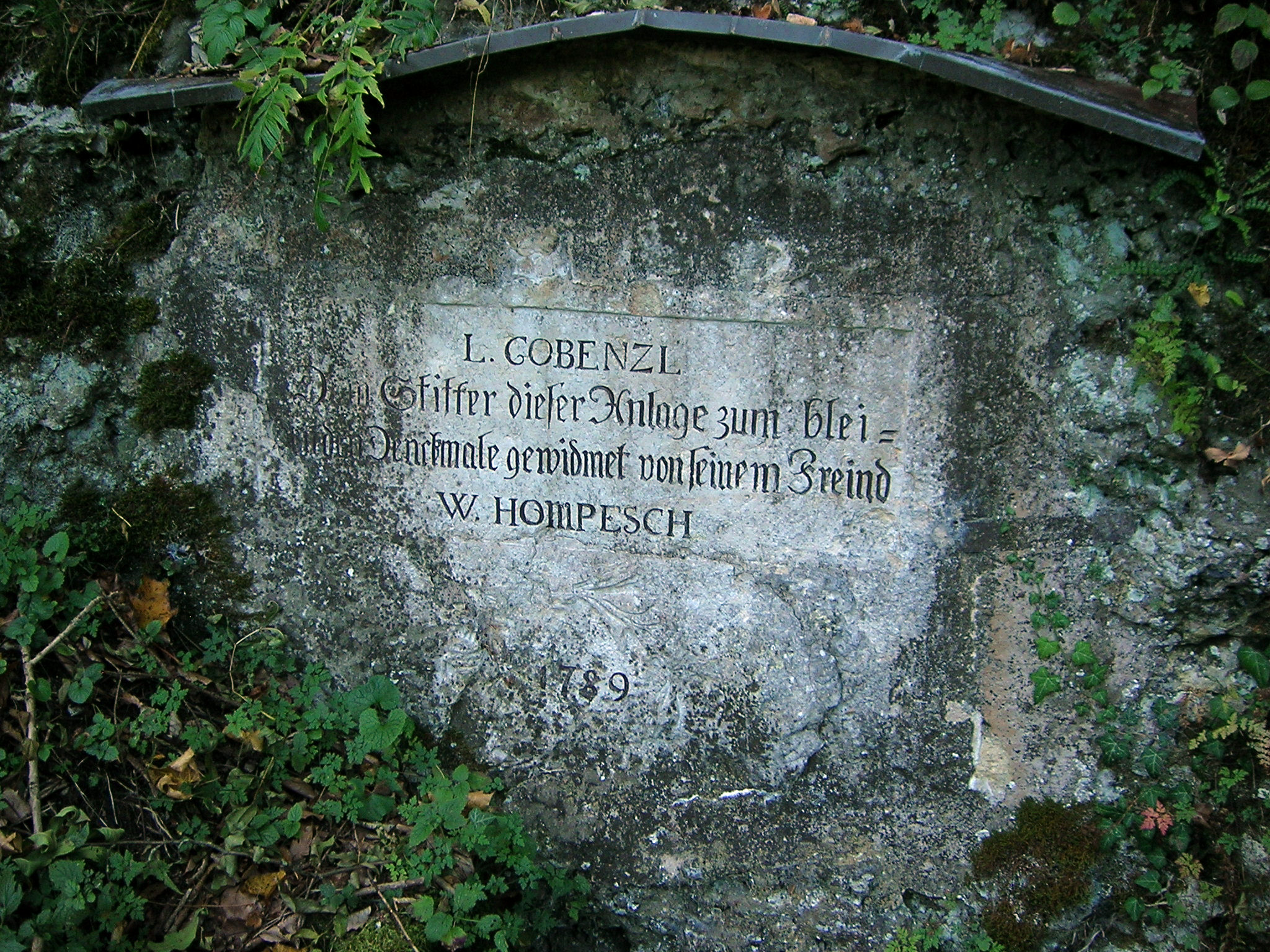
Gedenkstein zu Ehren Ludwig Graf Cobenzls in der Nähe des Schlosses, gestiftet von Johann Wilhelm von Hompesch zu Bolheim; Aufschrift:
„L. COBENZL
Dem Stifter dieser Anlage zum blei-
benden Denckmale gewidmet von seinem Freind
W. HOMPESCH
1789“

In Eichstätt besaß Domkapitular Cobenzl neben seiner Stadtwohnung ab 1776 am Rande der Stadt ein noch heute nach ihm benanntes barockes Schlösschen, das aus einem ovalen Mittelbau mit zwei kleinen Flügeln und einem Garten mit einem oberhalb des Schlösschens stehenden gemauerten Gartenpavillon bestand. Diese Anlage wurde zwischen 1730 und 1740 von Gabriel de Gabrieli als Lustschlösschen für den Bischöflichen Oberstjägermeister Franz Ludwig Freiherr von Katzenelnbogen erbaut. Cobenzl erweiterte ab 1784 den hinter dem Schlösschen liegenden terrassenförmigen Garten am ansteigenden Hangbereich des Altmühltales zu einer weiter nach Osten sich ausdehnenden Parkanlage, ließ einen weiteren, hölzernen (heute nicht mehr existierenden) Pavillon errichten und machte die Anlage der Öffentlichkeit zugänglich. Ein 1792 am Aufgang zum Frauenberg angebrachter Gedenkstein erinnert an Cobenzl. In Schloss und Garten arrangierte er Bälle und Picknicks, zu denen er auch nichtadlige Beamte einlud, um im Sinne der Illuminaten Standesunterschiede abzubauen. Auch stellte er seine mit naturwissenschaftlichen und philosophischen Werken gut ausgestattete Bibliothek jedem Interessenten zur Verfügung. Nach der Säkularisation wurde das Schlösschen ab 1810 zur Bierwirtschaft umgenutzt und ein Langflügel angebaut. Ab 1864 stand auf dem ehemaligen Cobenzl-Gelände für ein Jahrhundert das von einer Augsburger Aktiengesellschaft betriebene Gaswerk der Stadt Eichstätt. Seit 1988 ist das Referat zur Erhaltung von Kunst und Kulturgut der Stadt und des Landratsamtes im Schlösschen untergebracht.